# Gouvernorat de Qouneitra
Le gouvernorat de Qouneitra est l'un des quatorze gouvernorats de Syrie. Il est composé majoritairement du plateau du Golan, occupé et annexé unilatéralement par Israël en 1981. Il a pour capitale officielle la ville de Qouneitra mais, depuis la destruction de cette dernière, l'administration a été déplacée dans la localité de Qouneitra la nouvelle, également appelée Madinat al-Baas (soit « la ville du Baas »), construite dans les années 1980 à 12 kilomètres au nord de l'ancienne Qouneitra

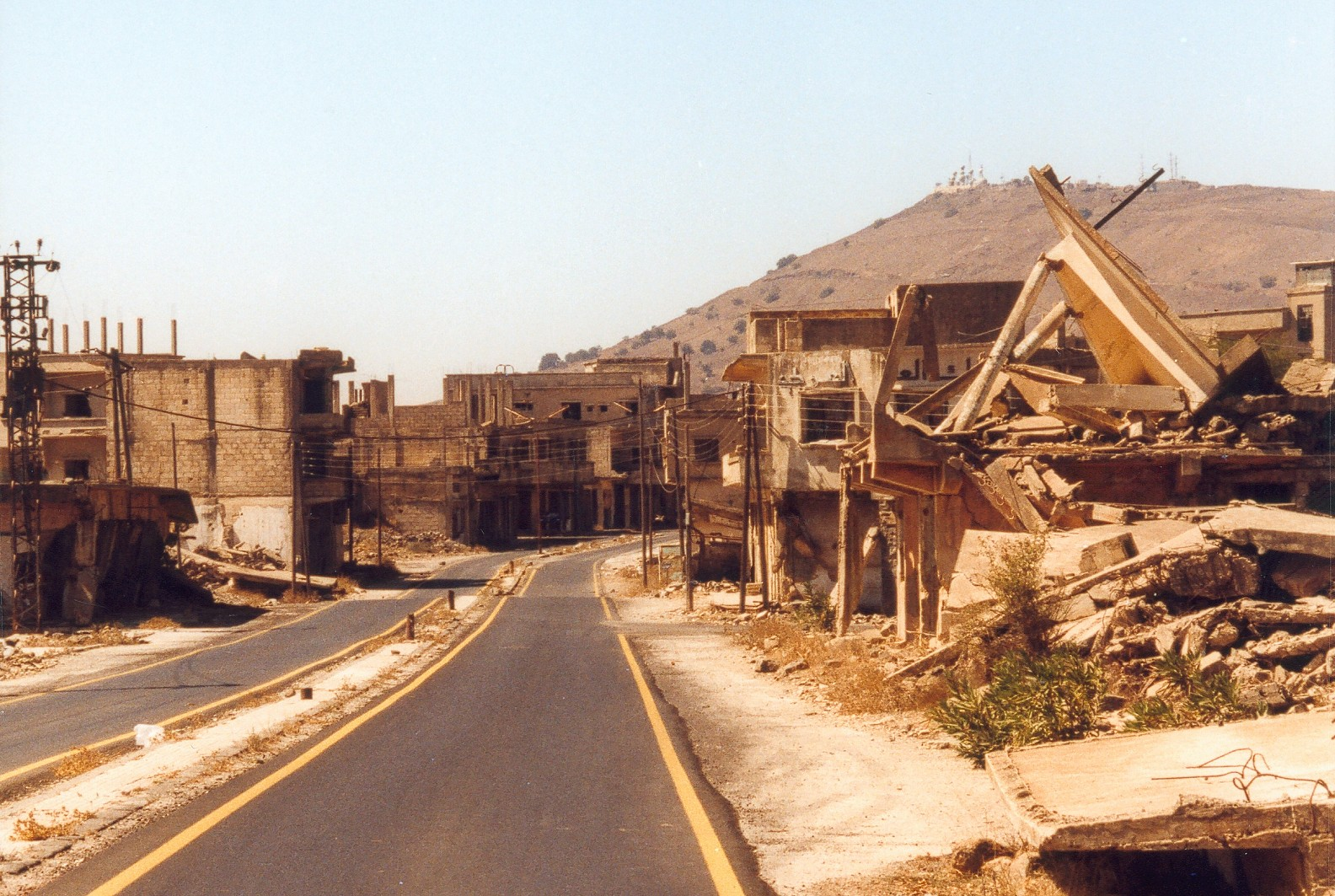
Vue de la ville détruite de Qouneitra.

Territoire contrôlé par la République arabe syrienne.

De jure, il administre un territoire d'environ 1800 km2. Néanmoins Israël occupe, et a annexé en 1981, les deux tiers du gouvernorat (environ 1200 km2), qui est administré comme étant le sous district du plateau du Golan. Ainsi, depuis cette annexion, la juridiction du gouvernorat se réduit de facto au tiers restant (environ 600 km2) et comprend notamment la zone démilitarisée de la FNUOD (couvrant 235 km2).

## Districts
Le gouvernorat est subdivisé en deux districts :
- District de Fiq (en)
- District de Qouneitra (en)